# Vižinada
Vižinada (italsky Visinada) je vesnice a správní středisko stejnojmenné opčiny v Chorvatsku v Istrijské župě. Nachází se 17 km severovýchodně od Poreče a 22 km severozápadně od Pazinu. V roce 2011 žilo ve Vižinadě 279 obyvatel, v celé opčině pak 1 158 obyvatel. Obec se nachází na náhorní plošině ve výšce okolo 260 m n. m., jižně nad údolím řeky Mirny.

## Místní části
Součástí opčiny je celkem 23 trvale obydlených vesnic. Dříve byla součástí opčiny i osada Banleva. Nacházejí se zde též čtyři zaniklé vesnice, které jsou stále považovány za samostatná sídla; Mastelići, Piškovica, Trombal a Vranići kod Vižinade.
- Bajkini – 38 obyvatel
- Baldaši – 28 obyvatel
- Brig – 115 obyvatel
- Bukori – 20 obyvatel
- Crklada – 114 obyvatel
- Čuki – 9 obyvatel
- Danci – 13 obyvatel
- Ferenci – 69 obyvatel
- Filipi – 32 obyvatel
- Grubići – 34 obyvatel
- Jadruhi – 51 obyvatel
- Lašići – 36 obyvatel
- Markovići – 48 obyvatel
- Mekiši kod Vižinade – 39 obyvatel
- Nardući – 19 obyvatel
- Ohnići – 37 obyvatel
- Staniši – 22 obyvatel
- Velići – 38 obyvatel
- Vižinada – 279 obyvatel
- Vranje Selo – 55 obyvatel
- Vrbani – 12 obyvatel
- Vrh Lašići – 38 obyvatel
- Žudetići – 12 obyvatel

## Doprava
Vižinadou procházejí župní silnice Ž5041 a Ž5209. Nedaleko vede dálnice A9 (nejbližší nájezd Višnjan). V letech 1902–1935 tudy vedla také úzkorozchodná železnice Terst–Poreč (Parenzana), dnes cyklostezka.